# Hans-Joachim Schoeps
Hans-Joachim Schoeps (né le 30 janvier 1909 à Berlin et mort le 8 juillet 1980 à Erlangen) est un professeur allemand d'histoire religieuse et intellectuelle à l'Université d'Erlangen. Au début, il est favorable au national-socialisme et en 1933, il fonde l'association Der deutsche Vortrupp. Gefolgschaft deutscher Juden (de) ; néanmoins il doit fuir en Suède pendant le IIIe Reich. Tout au long de sa vie, il s'affirme monarchiste pour l'Allemagne.

## Biographie

### Enfance et éducation, 1909-1932
Le père de Schoeps est Julius Schoeps (de), médecin généraliste à Berlin. Sa mère, Käthe Frank (1886-1944) est originaire du Brandebourg. Hans-Joachim Schoeps épouse Dorothee Busch (1915-1996), petite-fille du banquier et homme politique allemand d'origine juive Ernst von Mendelssohn-Bartholdy (1846-1909), et vivent en exil en Suède durant tout le IIIe Reich. L'historien Julius H. Schoeps et l'entrepreneur immobilier Manfred Schoeps sont issus de ce mariage. Comme son jeune frère, Hans-Joachim Schoeps est élevé dans l'esprit prussien, attitude fondamentale qu'il approfondit et défend au cours de sa vie.
Schoeps commence à étudier la philosophie de la religion, l'histoire et la littérature à l'Université Frédéric-Guillaume de Berlin dans les années 1920. En 1928, il entre dans le Corps Rhenania Straßburg à l'Université de Marbourg. À cette époque, il habite à Warmbrunn en province de Basse-Silésie. En 1930, il part de ce lieu. Il se rend ensuite à l'Université de Heidelberg et à l'Université de Leipzig. Au cours de ses études, il rejoint le mouvement de jeunesse allemand du Bundeschen, où il rencontre entre autres Hans Blüher et Friedrich Kreppel (de). En 1932, il obtient son doctorat avec une thèse sur Joachim Wach.
Dans la République de Weimar, Schoeps se sent lié à la Révolution conservatrice et surtout au socialisme prussien. En tant qu'enseignants importants et collègues militants, il nomme :
- Hans Blüher
- Wolfgang Frommel (de)
- Stefan George
- Ernst Rudolf Huber
- Ernst Jünger
- Jochen Klepper
- Arthur Moeller van den Bruck
- Ernst Niekisch
- Otto Petras (de)
- Georg Quabbe (de)
- Carl Schmitt
- Oswald Spengler
- Wilhelm Stapel
- Otto Strasser
- Hans Zehrer

### Politique et exil, 1933-1945
En février 1933, en tant que national-conservateur, Schoeps fonde l'association Der deutsche Vortrupp. Gefolgschaft deutscher Juden (de), qui est favorable au national-socialisme et veut intégrer les juifs de sensibilité nationale dans le national-socialisme, et le dirige jusqu'en 1935. Schoeps écrit dans le magazine Der Vorrupp : « Le national-socialisme sauve l'Allemagne de la ruine ; L'Allemagne vit aujourd'hui son renouveau national. « Il appelle à une « accélération de la séparation absolument nécessaire des Juifs allemands et non allemands ainsi que l'enregistrement de tous les Juifs conscients de l'Allemagne sous une direction autoritaire uniforme tout en contournant autant que possible les anciennes organisations. » En 1933, il réussit également l'examen d'État pour l'enseignement de l'allemand, de l'histoire et de la philosophie de, mais n'est pas admis au stage en tant que juif. Ses tentatives persistantes pour établir une existence dans l'Allemagne nazie échouent. Il travaille comme professeur privé et éditeur (Vorrupp-Verlag, Berlin) et donne des conférences notamment avec l'Association des soldats juifs du front du Reich (de). Le journal d'exil Pariser Tageblatt (de) du 29 juin 1936 décrit Schoeps comme "fidèle à Hitler". En raison de ses contacts avec Ernst Niekisch et Otto Strasser, il est de plus en plus mis sous pression par la Gestapo.
La veille de Noël 1938, il réussit à s'enfuir en Suède avec l'aide de Werner Otto von Hentig (de) du ministère des Affaires étrangères. D'abord à Stockholm, et à partir de 1941 à Uppsala, en tant que bibliothécaire et chercheur privé, il écrit de nombreux traités sur l'histoire du judaïsme et sur les problèmes des relations religieuses judéo-chrétiennes, en particulier à partir de la période du christianisme primitif et du baroque. En exil en Suède, Schoeps, qui est encore de nationalité allemande, est largement isolé en tant que scientifique.
Ses parents sont restés en Allemagne. Son père est mort au camp de concentration de Theresienstadt fin 1942, sa mère est morte au camp de concentration d'Auschwitz-Birkenau en 1944.
Son mariage avec Dorothee Busch qu'il rencontre en 1942 en Suède, lui donne  deux fils, nés en 1942 et 1944. Leur mariage dure environ cinq ans. Au moment du divorce, il est convenu que ses fils doivent grandir avec lui à son retour en Allemagne. Son fils aîné Julius H. Schoeps devient historien et politologue.

### Période d'après-guerre, 1945-1959: importance en tant qu'historien des religions
À l'automne 1946, il retourne en Allemagne. En février 1947, il réussit à obtenir son habilitation à l'université de Marbourg sur la base de publications antérieures et des manuscrits inédits. L'Université d'Erlangen le nomme la même année professeur d'histoire religieuse et intellectuelle. 1948, Schoeps fonde le Zeitschrift für Religions- und Geistesgeschichte (ZRGG). À partir de 1950, il est professeur titulaire et président du département d'histoire religieuse et intellectuelle de l'université d'Erlangen. Ses étudiants incluent entre autres Hellmut Diwald, Robert Hepp (de), Werner Maser, Günther Deschner, Sven Thomas Frank (de) et Hans-Dietrich Sander (de). En 1954, Schoeps peut acquérir les archives Gerlach (de) pour l'université d'Erlangen et, au cours des décennies suivantes, développe une activité de recherche et de publication animée sur les fonds des archives.
Schoeps est monarchiste par conviction et exige en 1951 la restauration de la Prusse. Il se décrit comme antinationaliste (et parle de la trahison de la Prusse par Bismarck contre l'Allemagne au cours de l'unification de l'empire) et antilibéral. Il a voulu fonder le Volksbund pour la monarchie avec des députés du Bundestag, mais cela ne s'est pas produit après la publication d'un rapport par le magazine d'information Der Spiegel en 1954 Schoeps est membre honoraire de l'association Tradition und Leben (de) fondée en 1956.
En 1958, il fonde la Société d'histoire intellectuelle (de) à Erlangen, dont il est le président. Il écrit de nombreuses études scientifiques sur l'histoire des religions et la philosophie de la religion du judaïsme. C'est là que son biographe Micha Brumlik (de) voit sa réelle importance. Ses recherches sur le « christianisme juif » primitif sont particulièrement révolutionnaires ; les Ebionites sont des groupes religieux qui, au cours des deux premiers siècles, alternent encore entre l'église et la synagogue, entre la foi juive rabbinique et le christianisme primitif. Schoeps peut être considéré comme le pionnier des chercheurs d'aujourd'hui.

### Le travail tardif, 1960-1980
Au début des années 1960, Schoeps écrit que « une partie de ce qu'Oswald Spengler a dit dans les derniers mots passionnants de son ouvrage Preußentum und Sozialismus (de) est toujours valable ». Lors du congrès de la Kösener Senioren-Convents-Verband à Wurtzbourg en 1965, Schoeps donne la conférence principale sur Otto von Bismarck, le fondateur de l'Empire allemand. Il est membre du conseil consultatif de la Fondation d'Allemagne (de). En 1969, il est cofondateur de la Konservativen Sammlung et auteur du magazine Konservativ Heute.
Dès le début des années 1970, Schoeps est également actif dans le « Zollernkreis ». Ceci est publié à titre posthume en 1987 par les mélanges de Schoeps Louis Ferdinand, Prinz von Preußen: Erbe und Auftrag: Festschrift zum 80. Geburtstag. Schoeps fait également partie du conseil consultatif de la Fondation du patrimoine culturel prussien. Il est le directeur de thèse du prince Frédéric-Guillaume de Prusse, dont le doctorat est entrepris à l'université d'Erlangen en février 1971. Un bibliothécaire de Marbourg familiarisé avec la littérature découvre accidentellement le plagiat dans cet ouvrage et en informe Schoeps. Après un examen approfondi et confirmation du soupçon de plagiat, ce dernier engage une procédure de retrait du doctorat. Schoeps lui-même prouve que plus des 2/3 du contenu de l'ouvrage proviennent de sources non marquées. Depuis que le prince prussien renonce à son doctorat, l'affaire n'est pas connue jusqu'à la publication de l'histoire du Spiegel en 1973,.
La chaire Erlangen de Schoeps, qui a été créée en guise de réparation, est liquidée de son vivant et transformée en chaire de concordat. Schoeps est enterré dans le nouveau cimetière israélite de Nuremberg. Après l'unification des deux États allemands, les ossements du défunt sont prélevés le 24 septembre 1996 transféré à Berlin, où se trouve la tombe familiale (case K 7) dans le cimetière juif de Berlin-Weißensee.
Une partie de la bibliothèque privée de Schoeps se trouve aujourd'hui à la bibliothèque du Conservatisme (de) à Berlin.

## Honneurs
- Prix Konrad-Adenauer de la Fondation d'Allemagne (1969)
- Ordre du Mérite de Bavière (1970)
- Médaille d'or Freiherr vom Stein de la Fondation Alfred Toepfer FVS (1972)

## Publications

### Éditions originales et uniques
- Geschichte der jüdischen Religionsphilosophie in der Neuzeit. Band 1. Vortrupp Verlag, Berlin 1935.
- Jüdisch-christliches Religionsgespräch in 19 Jahrhunderten. Geschichte einer theologischen Auseinandersetzung. Vortrupp Verlag, Berlin 1937.
- Vorläufer Spenglers. Studien zum Geschichtspessimismus im 19. Jahrhundert (= Beihefte der Zeitschrift für Religions- und Geistesgeschichte. 1,  (ISSN 0514-650X)). Brill, Leiden u. a. 1953.
- Gottheit und Menschheit. Die grossen Religionsstifter und ihre Lehren. Steingrüben-Verlag, Stuttgart 1950.
- Das andere Preussen. Vorwerk, Stuttgart 1952.
- als Herausgeber: Das war Preussen. Zeugnisse der Jahrhunderte. Eine Anthologie. Peters, Honnef 1955.
- Die letzten dreissig Jahre. Rückblicke. Klett, Stuttgart 1956 (Memoiren).
- Was ist und was will die Geistesgeschichte? Über Theorie und Praxis der Zeitgeistforschung. Musterschmidt, Göttingen/Berlin 1959.
- Religionen. Wesen und Geschichte. Bertelsmann, Gütersloh 1961.
- Das Judenchristentum. Untersuchungen über Gruppenbildungen und Parteikämpfe in der frühen Christenheit (= Dalp-Taschenbücher. Bd. 376, ZDB-ID 2757126-9). Francke, Bern u. a. 1964.
- Barocke Juden, Christen, Judenchristen. Francke, Bern u. a. 1965.
- Preussen. Geschichte eines Staates. Propyläen-Verlag, Berlin 1966.
- Ungeflügelte Worte. Was nicht im Büchmann stehen kann. Haude u. Spener, Berlin 1971  (ISBN 3-7759-0131-0).
- Deutschland droht die Anarchie. von Hase und Koehler, Mainz 1972  (ISBN 3-7758-0833-7).
- Abschied von Deutschland. von Hase und Koehler, Mainz 1973  (ISBN 3-7758-0849-3).
- Ja, Nein, und trotzdem. Erinnerungen, Erfahrungen und Begegnungen. von Hase und Koehler, Mainz 1974  (ISBN 3-7758-0868-X).
- als Herausgeber: Jüdische Geisteswelt. Dausien, Hanau 1986  (ISBN 978-3-768-40629-1).
- Auf der Suche nach einer jüdischen Theologie. Der Briefwechsel zwischen Schalom Ben-Chorin und Hans-Joachim Schoeps. Herausgegeben von Julius H. Schoeps. Jüdischer Athenäum-Verlag, Frankfurt am Main 1989  (ISBN 3-610-00424-X).
- Der vergessene Gott. Franz Kafka und die tragische Position des modernen Juden. Herausgegeben und eingeleitet von Andreas Lombard (de). Landt-Verlag, Berlin 2006  (ISBN 3-938844-02-7).

### Écrits rassemblés
Écrits rassemblés, éd. du Moses Mendelssohn Zentrum für europäisch-jüdische Studien (de) en collaboration avec Manfred Paul Fleischer (de), Hans-Joachim Hillerbrand, Friedrich Wilhelm Kantzenbach, Joachim H. Knoll (de) et Gary Lease ; Édition : Julius H. Schoeps, Olms Verlag (de), Hildesheim - Les écrits rassemblés de Hans-Joachim Schoeps contiennent ses œuvres les plus importantes dans les domaines du christianisme primitif, de la théologie historique, de la science du judaïsme, de l'histoire prussienne-allemande et de l'histoire intellectuelle générale du XVIIe au XXe siècle. Siècle.

#### Première section: histoire de la religion
- Band 1: Jüdischer Glaube in dieser Zeit. Prolegomena zur Grundlegung einer systematischen Theologie des Judentums [Dissertation, 1932], Philo-Verlag, Berlin 1932 (90 Seiten); Geschichte der jüdischen Religionsphilosophie in der Neuzeit. Vortrupp-Verlag Schoeps, Berlin 1935 (132 Seiten); Jüdisch-christliches Religionsgespräch in neunzehn Jahrhunderten. Die Geschichte einer theologischen Auseinandersetzung. Atharva-Verlag, Frankfurt am Main 1949 (158 Seiten); Mit einer Einleitung Hans-Joachim Schoeps als Religionshistoriker von Friedrich Wilhelm Kantzenbach, Hildesheim u. a. 1990  (ISBN 3-487-09390-1) (XX, 388 Seiten).
- Band 2: Theologie und Geschichte des Judenchristentums [1949], Hildesheim u. a. 1998  (ISBN 3-487-09391-X) (V, 526 Seiten).
- Band 3: Aus frühchristlicher Zeit [1950], Philosemitismus im Barock [1952], Symmachusstudien [1942], Hildesheim u. a. 1998  (ISBN 3-487-09392-8) (VIII, 320, 216, 93 Seiten).
- Band 4: Urgemeinde, Judenchristentum, Gnosis [1956], Paulus. Die Theologie des Apostels im Lichte der jüdischen Religionsgeschichte [1959], Hildesheim u. a. 1999  (ISBN 3-487-09393-6) (88 und XII, 324 Seiten).
- Band 5: Vom himmlischen Fleisch Christi [1951], Das Judenchristentum [1964], Gottheit und Menschheit [1982], Hildesheim u. a. 2005  (ISBN 3-487-09394-4) (421 Seiten).

#### Deuxième partie: histoire intellectuelle
- Band 6: Das war Christian-Erlang [2., erw. u. überarb. Aufl. 1970], Vorläufer Spenglers [1953; 2., erw. Aufl. 1955], Was ist und was will die Geistesgeschichte [2. Aufl. 1970], Hildesheim u. a. 2000  (ISBN 3-487-10865-8) (XXI, 79, 98 und 141 Seiten).
- Band 7: Was ist der Mensch? Philosophische Anthropologie als Geistesgeschichte der neuesten Zeit [1960], Hildesheim u. a. 1999  (ISBN 3-487-10866-6) (352 Seiten).
- Band 8: Studien zur unbekannten Religions- und Geistesgeschichte [1963], Hildesheim u. a. 2005  (ISBN 3-487-12977-9) (355 Seiten).
- Band 9: Ein weites Feld. Gesammelte Aufsätze [1980], Hildesheim u. a. 2005  (ISBN 3-487-12978-7) (403 Seiten).

#### Troisième partie: Prusse - Allemagne
- Band 10: Unbewältigte Geschichte. Stationen deutschen Schicksals seit 1763. Mit einer Einleitung von Manfred P. Fleischer [1964], Hildesheim u. a. 2001  (ISBN 3-487-11425-9) (33, 283 Seiten).
- Band 11: Preußen. Geschichte eines Staates [8. Aufl. 1968], Hildesheim u. a. 2001  (ISBN 3-487-11421-6) (422 Seiten).
- Band 12: Der Weg ins deutsche Kaiserreich [1970], Hildesheim u. a. 2001  (ISBN 3-487-11426-7) (322 Seiten).
- Band 13: Bismarck über Zeitgenossen – Zeitgenossen über Bismarck [1972], Hildesheim u. a. 2001  (ISBN 3-487-11427-5) (418 Seiten).
- Band 14: Das andere Preußen. Konservative Gestalten und Probleme im Zeitalter Friedrich Wilhelm IV. [5., neubearb. Aufl. 1981], Hildesheim u. a. 2001  (ISBN 3-487-11428-3) (X, 312 Seiten).

#### Quatrième partie: Varia
- Band 15: Rückblicke. Die letzten dreißig Jahre (1925–1955) und danach [2. Aufl. 1963], Ja – Nein – und trotzdem. Erinnerungen – Begegnungen – Erfahrungen [1974], Hildesheim u. a. 2005  (ISBN 3-487-12979-5) (243, 286 Seiten).
- Band 16: Ungeflügelte Worte. Was nicht im Büchmann stehen kann. 3. Aufl., Hildesheim u. a. 2005  (ISBN 3-487-12981-7) (336 Seiten).